# Lovoa

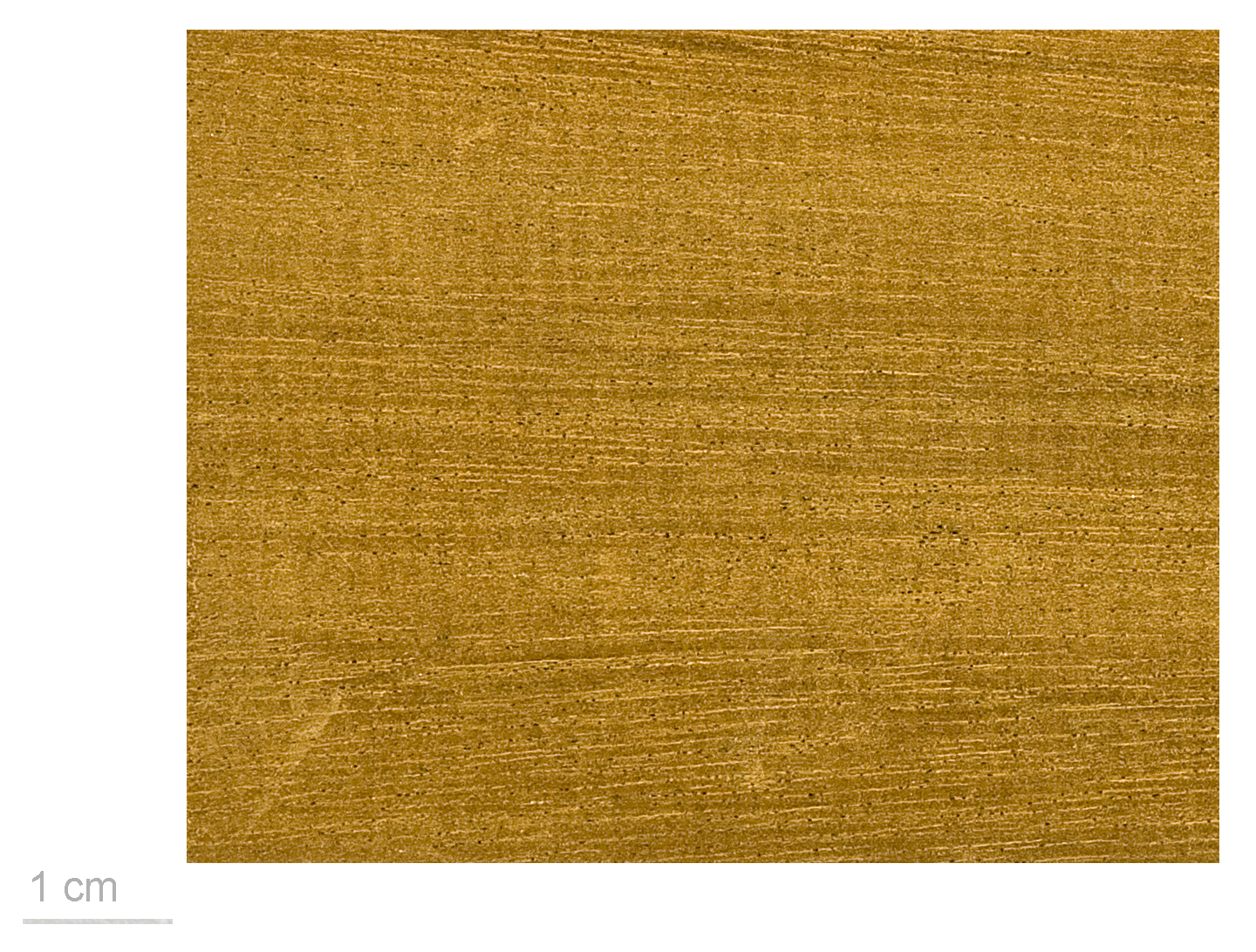
Lovoa trichilioides - MHNT

Lovoa é um género botânico pertencente à família Meliaceae.
1. ↑  «Lovoa — World Flora Online». www.worldfloraonline.org. Consultado em 19 de agosto de 2020